# Agnes Heiberg
Agnes Heiberg-Mannheimer, född 16 maj 1894 i Göteborg, död 8 februari 1934 i Oslo, var en svensk-norsk målare. 
Hon var dotter till Otto Mannheimer och Charlotte Abrahamson och från 1922 gift med konstnären Jean Heiberg. Heiberg studerade för Birger Simonsson vid Valands målarskola i Göteborg och vid Wilhelmson och Grünewalds målarskolor i Stockholm samt för Henrik Sørensen i Oslo och under ett flertal studieresor till Frankrike. Separat ställde hon ut på bland annat Kunstnerforbundet i Oslo 1931 och hon medverkade i Oslos høstutstilling 1933. Hon var i sin tidiga konst påverkad av Göteborgskonstnärerna Birger Simonsson och Gösta Sandels medan hon i slutet av sin levnad tog intryck av det sträva norska måleriet där hon uppvisade en koloristisk talang. Hennes konst består av stilleben, porträtt, figurmotiv, blommor och landskap med motiv från Skåtøy vid Kragerø och Holmsbu. Heiberg är representerad vid Göteborgs konstmuseum. Ett flertal minnesutställningar har visats med hennes konst, den första var 1935 i Göteborgs konsthall som visade verk av Charlotte Mannheimer och Heiberg som båda avled 1934. Galleri God Konst i Göteborg visade ett urval av hennes produktion 1947 och Kunstnerforbundet i Norge visade 1964 ett urval av hennes akvareller som var målade 1917–1934.